# ریو ایرو
ریو ایرو (انگلیسی: Río Iró) نام شهری در کشور کلمبیا است.